# Samuił
Samuił (bułg. Самуил) – wieś w Bułgarii, w obwodzie Razgrad, w gminie Samuił. W 2023 roku liczyła 1528 mieszkańców.